# Tiempo de ida y vuelta
El tiempo de ida y vuelta (del inglés round-trip time o round-trip delay time, comúnmente representado por las siglas RTT) hace referencia, en el mundo de las telecomunicaciones y redes informáticas, al tiempo que un paquete de datos tarda en volver a su emisor habiendo pasado por su destino.

## En protocolos de comunicación
Este valor es importante, porque interviene de modo crucial en la eficiencia de numerosos sistemas. Por ejemplo, durante la carga de una página internet utilizando el protocolo HTTP 1.0, la descarga de cada elemento de la página necesita la apertura y la clausura de una conexión TCP: la duración de descarga del elemento es pues necesariamente superior a 2 RTT (round-trip time). En cambio, utilizando el protocolo HTTP 1.1, el cliente y servidor pueden intercambiar mensajes sobre la misma conexión TCP, logrando así poder descargar elementos en menos de 2 RTT.

## En telecomunicaciones
En telecomunicaciones, es la cantidad de tiempo que le toma a una señal ser enviada sumado al tiempo en que tarda en recibir el "Acknowledgement" (acuse de recibo) o "ACK". Este tiempo incluye los retrasos que se produzcan en el camino entre los dos extremos de la comunicación.
- Datos: Q1346398